# Kall
Kall es un municipio situado en el distrito de Euskirchen, en el estado federado de Renania del Norte-Westfalia (Alemania), con una población a finales de 2016 de unos 11 214 habitantes.
Se encuentra ubicado al suroeste del estado, en la región de Colonia, en la cordillera de Eifel, cerca de la frontera con Países Bajos y el estado de Baden-Wurtemberg.